# Tympanocryptis intima
Espèce
Statut de conservation UICN

 LC  : Préoccupation mineure
Tympanocryptis intima est une espèce de sauriens de la famille des Agamidae.

## Répartition
Cette espèce est endémique d'Australie. Elle se rencontre en Australie-Occidentale, en Australie-Méridionale, au Territoire du Nord, au Queensland et en Nouvelle-Galles du Sud.

## Publication originale
- Mitchell, 1948 : A revision of the lacertilian genus Tympanocryptis. Records of the South Australian Museum, vol. 9, p. 57-86 (texte intégral).